# Nomada bluethgeni
Nomada bluethgeni är en biart som beskrevs av Stoeckhert 1943. Nomada bluethgeni ingår i släktet gökbin, och familjen långtungebin. Inga underarter finns listade i Catalogue of Life.